# Kroniek van de Drie Rijken
De Kroniek van de Drie Rijken (Chinees: 三國志, Sanguo zhi) is een boek uit de Vierentwintig Geschiedenissen, de verzameling officiële geschiedenissen van Chinese keizerlijke dynastieën. Het boek is samengesteld door Chen Shou (陳壽, 233–297) tussen 285 en 297 en beschrijft de voorgeschiedenis en het eigenlijke tijdperk van de Drie Koninkrijken gedurende de periode 189-284. Het werk vormt de historische basis voor de nog steeds veel gelezen Roman van de Drie Koninkrijken. Dat boek leverde op zichzelf weer inspiratie op voor veel historische fictie in de vorm van mondelinge overleveringen, literatuur, films, televisieseries en videospellen, waardoor De Kroniek van de Drie Rijken uiteindelijk een bijzonder grote invloed op de Chinese cultuur heeft gehad en nog steeds heeft.

## Ontstaan
Het werk is in de derde eeuw, (onder de Jin-dynastie) samengesteld door Chen Shou (陳壽, 233–297), een voormalig functionaris van de staat Shu. Er lag geen officiële opdracht aan het werk ten grondslag, de samenstelling gebeurde op initiatief van Chen Shou zelf. Hij had wel de beschikking over bestaande historische werken uit de staat Wei (zoals Weishu, 魏書, Boek van Wei, samengesteld door Wang Chen (†266) en Weilüe, 魏略王沈, Beknopte geschiedenis van Wei door Yu Huan) en uit de staat Wu (zoals Wushu, Boek van Shu, 吳書 door Wei Zhao, 韋昭, 204-273), maar niet uit zijn eigen staat Shu. De geschiedenis van dat rijk schreef Chen Shou op vanuit zijn geheugen.
Het exacte jaar waarin het werk werd voltooid is niet bekend. De laatste datum die in de Kroniek wordt genoemd is 284, het jaar waarin Sun Hao, de laatste heerser van Wu overleed. Het werk moet dan ook tussen 284 en 297 (het sterftejaar van Chen Shou) gereed zijn gekomen. Fan Jun (范頵), functionaris aan het keizerlijk hof, deed een voorstel om na de dood van Chen Shou een exemplaar van de Kroniek aan de keizerlijke bibliotheek toe te voegen. Dit gebeurde door in opdracht van de keizer het werk te kopiëren van het exemplaar dat Chen Shou thuis had liggen.

## Probleem van de legitieme doorgifte van hetHemels Mandaat
Chen Shou was in dienst van de Jin-dynastie, die zichzelf beschouwde als de rechtmatige opvolger van Wei. Het deel dat de geschiedenis van Wei beschrijft is dan ook het omvangrijkste deel van de Kroniek geworden. Door Chen Shou werden de heersers van Wei di (帝, keizer) genoemd, die elk hun eigen keizerlijke annalen kregen. De stichter van de dynastie, Cao Cao werd taizu (太祖, 'grote voorouder') genoemd, hoewel hij zich nooit tot keizer heeft laten proclameren. De eerste heerser van Wu werd slechts aangeduid als zhu (主, 'heer'), zijn opvolgers als san zi zhu (三嗣主, de 'drie erfgenamen van de heer'). De eerste heerser van Shu, Liu Bei, kreeg als extra toevoeging de titel xianzhu (先主, 'eerste heer'). Daaruit bleek dat Chen Shou nog steeds sympathie had voor de staat waar hij oorspronkelijk voor had gewerkt. Ook de titulatuur van de keizerinnen verschilde. Voor Wei gebruikte Chen Shou de term houfei (后妃, keizerinnen), voor de andere twee staten feizi (后妃) en feibin (妃嬪), dat echtgenotes betekent. Ook werden voor het gehele werk de jaartitels van Wei (en daarmee hun kalender) gebruikt.

## Commentaar door Pei Songzhi
In de vijfde eeuw kreeg Pei Songzhi (372-451) van keizer Wen (r.424-453) van de Liu Song-dynastie opdracht om het werk verder aan te vullen, omdat de tekst te beknopt was en te veel fouten zou bevatten. Zijn commentaar, dat hij in 429 voltooide, was vanuit historiografisch standpunt op een aantal punten opmerkelijk:
- Pei Songzhi noemde steeds de schrijvers en de titels van de werken die hij als bron had gebruikt.
- Hij beperkte zich tot een beschrijving van de gebeurtenis en zag af van de toen gebruikelijke beoordelingen, die waren beïnvloed door de confucianistische moraal of de doorgifte van het Hemels Mandaat.
- Alle teksten die een bepaalde gebeurtenis beschreven werden bij elkaar gezet, ook niet-officiële versies of onrealistische beschrijvingen. Pei Songzhi beperkte zich niet tot het gezichtspunt van de staat Wei (zoals Chen Shou had gedaan), maar hield ook rekening met de standpunten van de andere koninkrijken, zelfs als dit tot tegenstrijdigheden leidde.
- Bij plaatsnamen waar in de 'Kroniek' beschreven gebeurtenissen hadden plaatsgevonden werden opmerkingen over de geografische ligging toegevoegd.

Het commentaar van Pei Songzhi bevat citaten uit 258 bronnen, waarvan ruim 150 dateren uit de Wei-Jin periode. Bijna al deze bronnen zijn in de loop van de tijd verloren geraakt. Zijn commentaar is minder omvangrijk dan het oorspronkelijke werk van Chen Shou (320.000 tegenover 360.000 karakters. Ook voegde hij 98 fonetische glossen toe. Zijn commentaar maakte de Kroniek van de Drie Rijken tot een afgesloten en samenhangend geheel en is sindsdien integraal aan alle uitgaven van het werk toegevoegd.

## Inhoud
Sanguo zhi omvat 65 juan, maar is in feite een combinatie van drie boeken, een voor elk rijk. Weishu (魏書, Boek van Wei, ook wel Weizhi, 魏志, Geschiedenis van Wei) bevat 30 juan (waaronder de vier keizerlijke annalen). Shushu (蜀書, Boek van Shu) bevat 15 en Wushu (吳書, Boek van Wu) 20 juan. Zij bestaan uitsluitend uit biografieën. Sanguo zhi wijkt dus af van de indeling van de Shiji en het Boek van de Han door slechts onderscheid te maken tussen annalen en biografieën en het ontbreken van verhandelingen.
| dynastieke geschiedenis | benji (annalen) | shijia (erfelijke geslachten | biao (tabellen) | zhi (verhandelingen) | liezhuan (biografieën) | Totaal aantal juan |
| ----------------------- | --------------- | ---------------------------- | --------------- | -------------------- | ---------------------- | ------------------ |
| Sanguo zhi              | 4               | -                            | -               | -                    | 61                     | 65                 |

### Boek van Wei

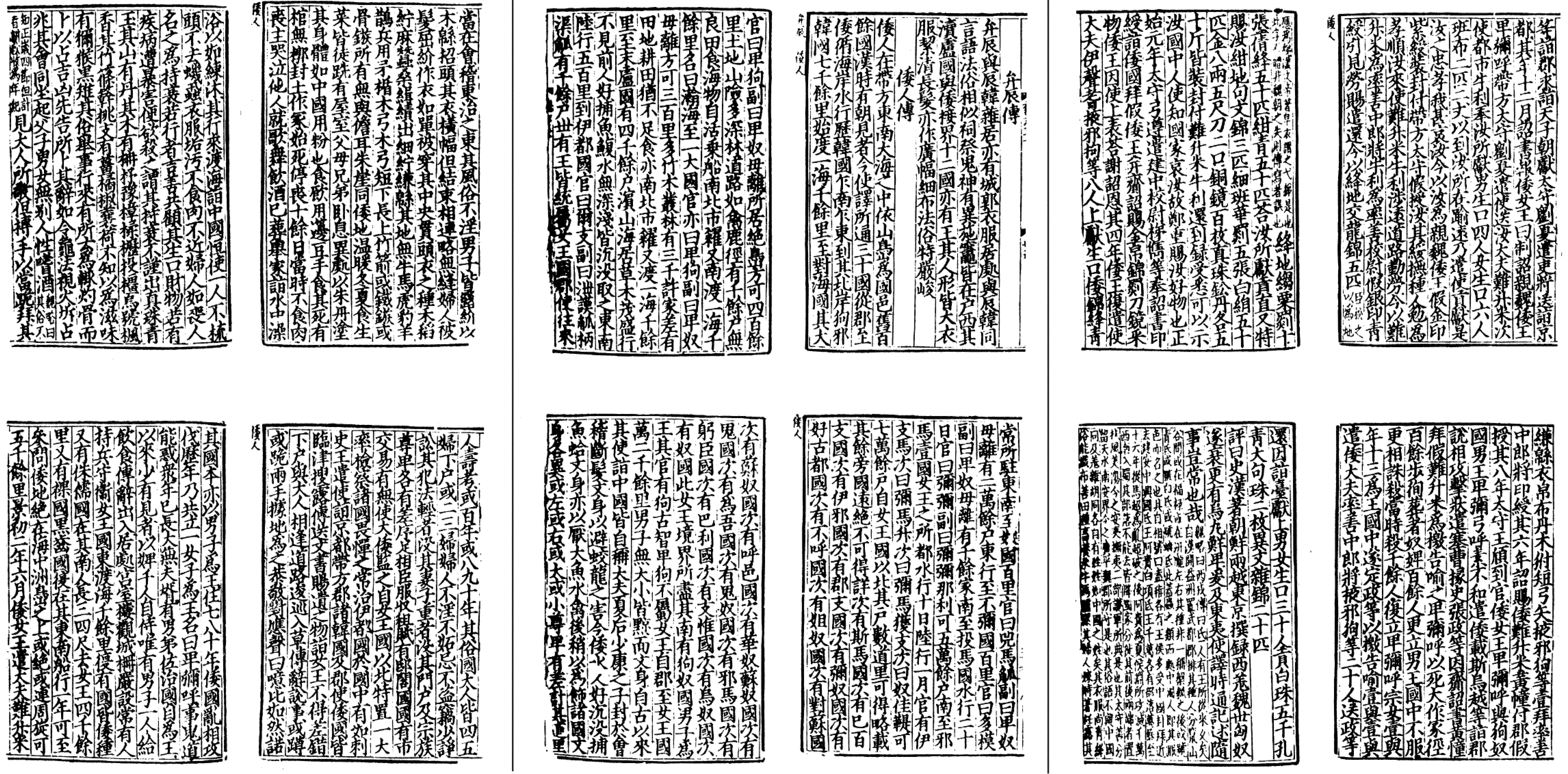
Fragmenten uit het Boek van Wei.

Bevat 4 juan Ji (紀, annalen), keizerlijke biografieën in strikt annalistische vorm die een chronologisch overzicht bieden van de belangrijkste gebeurtenissen, bezien vanuit het keizerlijke hof. Na de keizers volgt een juan collectieve biografieën van keizerinnen, gevolgd door 25 juan zhuan (傳, exemplarische overleveringen, vaak aangeduid als biografieën). De biografie beperkt zich tot het beschrijven van gebeurtenissen die het exemplarische karakter van de betreffende persoon duidelijk moesten maken. In een hoofdstuk kunnen ook twee of meer personen worden behandeld, als zij tot hetzelfde type persoon behoren. Er is verder nog een collectieve biografie (juan 29) van waarzeggers en voorspellers. Het laatste hoofdstuk beschrijft de betrekkingen met de verschillende, voornamelijk noordoostelijke buurvolkeren. Ook is hierin het hoofdstuk Xirong (西戎, Westelijke Rong) uit Weilüe 《魏略》 opgenomen.
Juan 1-30:
| juan | Titel                                                                 | Vertaling                                                                                | Opmerkingen |
| ---- | --------------------------------------------------------------------- | ---------------------------------------------------------------------------------------- | --- |
| 1.   | Wudi ji (武帝紀)                                                      | annalen van keizer Wu                                                                    | Cao Cao, hoewel formeel geen keizer werd hij toch beschouwd als eigenlijke stichter van het Koninkrijk Wei. Zijn tempelnaam luidt dan ook Taizu (太祖, Grote Voorouder), zijn postume naam is Wudi (武帝, de Krijgshaftige keizer) |
| 2.   | Wendi ji (文帝紀)                                                     | annalen van keizer Wen                                                                   | Cao Pi (r.220-226), postume naam Wendi (文帝) |
| 3.   | Mingdi ji (明帝紀)                                                    | annalen van keizer Ming                                                                  | Cao Rui (r.226-239), postume naam Mingdi (明帝) |
| 4.   | san shaodi ji (三少帝紀)                                              | annalen van de drie jonge keizers                                                        | - Cao Fang (r.239-253), prins van Qi (Qi wang, 齊王), postume naam Hertog Li van Shaoling (邵陵厲公, Shaoling Li gong) - Cao Mao (r.254-259), hertog van het district Gaogui (Gaoguixiang gong, 高貴鄉公) - Cao Huan (r.260-265), prins van Chenliu (Chenliu wang, 陳留王), postume naam Yuandi (元帝) |
| 5.   | houfei zhuan (后妃傳)                                                 | biografieën van keizerinnen                                                              | Bevat: - Bian, keizerin Wuxuan, vrouw van Cao Cao (Wuxuan Bian huanghou, 武宣卞皇后, 159-230) - Zhen, keizerin Wenzhao, vrouw van Cao Pi (Wenzhao Zhen huanghou, 文昭甄皇后, 183-221) - Guo, keizerin Wende, vrouw van Cao Pi (Wende Guo huanghou, 文德郭皇后, 184-235) - Mao, keizerin Mingdao, vrouw van Cao Rui (Mingdao Mao huanghou, 明悼毛皇后, †237) - Guo, keizerin Mingyuan, vrouw van Cao Rui (Mingyuan Guo huanghou, 明元郭皇后, †264) |
| 6.   | Dong er Yuan Liu zhuan (董二袁劉傳)                                   | biografieën van Dong, de beide Yuan en van Liu                                           | Bedoeld zijn: - Dong Zhuo 董卓, 139-192, generaal en krijgsheer, 189-192 regent voor keizer Xian - Li Jue 李傕, †198, generaal, volgde Dong Zhao op als regent voor keizer Xian - Guo Si 郭汜, 146-197, generaal onder Dong Zhuo, werkte daarna samen met Li Jue - Yuan Shao 袁紹, 154-202, krijgsheer, vestigde een onafhankelijke staat in de provincie Ji, maar werd verslagen door Cao Cao - Yuan Tan 袁譚, 173-205, oudste zoon van Yuan Shao, overwon met hulp van Cao Cao zijn jongere halfbroer Yuan Shang, maar werd daarna zelf door Cao Cao verslagen - Yuan Shang 袁尚, 177-207, zoon van Yuan Shao, vluchtte nadat hij de machtsstrijd met zijn oudere broer had verloren naar Gongsun Kang, heerser over Liaodong die hem liet doden - Yuan Shu 袁術, 155-199, krijgsheer, riep zich 195 uit tot keizer, werd verslagen door Cao Cao en stierf op de vlucht, jongere halfbroer van Yuan Shao - Liu Biao 劉表, 142-208, gouverneur van de provincie Jing (het huidige Hubei) - Liu Cong 劉琮, †?, volgde zijn vader Liu Biao op als gouverneur van Jing, maar gaf zich in 208 over aan Cao Cao |
| 7.   | Lü Bu Zang Hong zhuan (呂布臧洪傳, †198)                              | biografieën van Lü Bu en van Zang Hong                                                   | Bedoeld zijn: - Lü Bu 呂布, 161-199, krijgsheer, verslagen door Cao Cao - Zhang Miao 張邈, †195, minister, sloot zich aan bij Yuan Shao en daarna bij Cao Cao, kwam tegen hem in opstand maar werd door hem verslagen - Chen Deng 陳登, 163-201, bestreed Lü Bu en sloot zich aan bij Cao Cao - Zang Hong 臧洪, 160-195, bestreed Dong Zhuo en sloot zich daarna aan bij Yuan Shao |
| 8.   | er Gongsun Tao si Zhang zhuan (二公孫陶四張傳)                        | biografieën van de beide Gongsun, van Tao en de vier Zhang                               | Bedoeld zijn: - Gongsun Zan 公孫瓚, 161-199, krijgsheer, bestreed Dong Zhuo, werd verslagen door Yuan Shao en pleegde zelfmoord - Gongsun Du 公孫度, 150-204, krijgsheer, beheerste 184-204 het schiereiland Liaodong - Gongsun Kang 公孫康, krijgsheer, beheerste 204-221 Liaodong, zoon van Gongsun Du - Gongsun Gong 公孫恭, krijgsheer, beheerste 221-228 Liaodong, zoon van Gongsun Du - Gongsun Yuan 公孫淵, †238, krijgsheer, beheerste 228-238 Liaodong, kleinzoon van Gongsun Du - Tao Qian 陶謙, 132-194, krijgsheer gouverneur van Xuzhou - Zhang Yang 張楊, †198, krijgsheer, beheerste commanderij van Henei (het huidige noord-Henan), bood in 195 tijdelijk toevlucht aan keizer Xian - Zhang Yan 張燕, †?, leider van de confederatie Heishan zeide (黑山賊, Bandieten van de Zwarte Bergen) - Zhang Xiu 張繡, 159-207, krijgsheer, sloot zich aan bij Cao Cao - Zhang Lu 張魯, †216, krijgsheer, taoïstische Hemelse Meester, beheerste het gebied rond Hanzhong, gaf zich in 215 over aan Cao cao |
| 9.   | zhu Xiahou Cao zhuan (諸夏侯曹傳)                                     | biografieën van diverse Xiahou en Cao                                                    | Bedoeld zijn: - Xiahou Dun 夏侯惇, †220, generaal onder Cao Cao - Han Hao 韓浩, †215, volgde Xiahou Dun en werd vertrouweling van Cao Cao - Shi Huan 史渙, †209, militair onder Cao Cao - Xiahou Yuan 夏侯淵, †219, generaal onder Cao Cao - Xiahou Ba 夏侯霸, 188-259/262, generaal, tweede zoon van Xiahou Yuan - Cao Ren 曹仁, 168-223, generaal, achterneef van Cao Cao - Cao Chun 曹純, 170-210, generaal, broer van Cao Ren - Cao Hong 曹洪, 190-232, generaal onder Cao Cao - Cao Xiu 曹休, 170-228, generaal - Cao Zhao 曹肇, †244, generaal, zoon van Cao Xiu - Cao Zhen 曹真, 185-231, generaal onder Cao Cao - Cao Shuang 曹爽, †249, generaal en regent, oudste zoon van Cao Zhen, geëxecuteerd op bevel van Sima Yi - Cao Xi 曹羲, †249, minister, tweede zoon van Cao Zhen, geëxecuteerd op bevel van Sima Yi - Cao Xun 曹訓, †249, zoon van Cao Zhen, geëxecuteerd op bevel van Sima Yi - He Yan 何晏, 196-249, filosoof en politicus, geëxecuteerd op bevel van Sima Yi - Deng Yang 鄧颺, †249, functionaris, geëxecuteerd op bevel van Sima Yi - Ding Mi 丁謐, †249, functionaris, bondgenoot van generaal Cao Shuang, geëxecuteerd op bevel van Sima Yi - Bi Gui 畢軌, †249, functionaris, geëxecuteerd op bevel van Sima Yi - Li Sheng 李勝, †249, politicus, geëxecuteerd op bevel van Sima Yi - Huan Fan 桓範, †249, generaal en functionaris, geëxecuteerd op bevel van Sima Yi - Xiahou Shang 夏侯尚, †226, generaal - Xiahou Xuan 夏侯玄, 208-254, schrijver, historicus, generaal, filosoof en politicus, zoon van Xiahou Shang |
| 10.  | Xun Ju Xun You Jia Xu zhuan (荀彧荀攸賈詡傳)                          | biografieën van Xun Ju, Xun You en Jia Xu                                                | Bedoeld zijn: - Xun Yu 荀彧, 163-212, generaal en politicus - Xun Yun 荀惲, †? generaal, zoon van Xun Yu - Xun Han 荀甝, †? eerste zoon van Xun Yun en kleinzoon van Xun Yu - Xun Yi 荀霬 †?, tweede zoon van Xun Yun en kleinzoon van Xun Yu - Xun You 荀攸, 157-214, politicus - Jia Xu 賈詡, 147-223, politicus |
| 11.  | Yuan Zhang Liang Guo Tian Wang Bing Guan zhuan (袁張涼國田王邴管傳)   | biografieën van Yuan, Zhang, Liang, Guo, Tian, Wang, Bing en Guan                        | Bedoeld zijn: - Yuan Huan 袁渙, 210, functionaris - Zhang Fan 張範, †212, functionaris - Zhang Cheng 張承, †218, functionaris, jongere broer van Zhang Fan - Liang Mao 涼茂, functionaris en geleerde - Guo Yuan 國淵, politicus - Tian Chou 田疇, 169-214, begeleider van een rekruteringsmissie - Wang You 王脩, ?, politicus - Bing Yuan 邴原, 158-208, geleerde en politicus - Guan Ning 管寧, 158-241, schrijver - Wang Lie 王烈, 142-219, geleerde - Zhang Jian 張臶, 136-240, kluizenaar - Hu Zhao 胡昭, 162-250, kluizenaar en kalligraaf - Jiao Xian 焦先, kluizenaar |
| 12.  | Cui Mao Xu He Xing Bao Sima zhuan (崔毛徐何邢鮑司馬傳)                | biografieën van Cui, Mao, Xu, He, Xing, Bao en Sima                                      | Bedoeld zijn: - Cui Yan 崔琰, 163-216, politicus - Mao Jie 毛玠, †216, functionaris - Xu Yi 徐奕, †219, functionaris - He Kui 何夔, †?, functionaris - Xing Yong 邢顒, †223, functionaris - Bao Xun 鮑勳, †226, minister - Bao Xin 鮑信, 152-192, generaal en krijgsheer, vader van Bao Xun - Sima Zhi 司馬芝, †na 230, functionaris |
| 13.  | Zhong Yao Hua Xin Wang Lang zhuan (鍾繇華歆王朗傳)                    | biografieën van Zhong Yao, van Hua Xin en van Wang Lang                                  | Bedoeld zijn: - Zhong Yao 鍾繇, 151-230, minister - Zhong Yu 鍾毓, 210-263, politicus, zoon van Zhong Yao - Hua Xin 華歆, 157-232, politicus - Wang Lang 王朗, †228, krijgsheer en politicus - Wang Su 王肃, 195-256, functionaris, zoon van Wang Lang |
| 14.  | Cheng Dong Guo Liu Jiang Liu zhuan (程郭董劉蔣劉傳)                   | biografieën van Cheng, Dong, Guo, Liu, Jiang en Liu                                      | Bedoeld zijn: - Cheng Yu 程昱, 141-220, adviseur en minister van Cao Cao - Cheng Xiao 程晓, †?, minister, kleinzoon van Cheng Yu - Guo Jia 郭嘉, 170-207, militair raadgever van Cao Cao - Dong Zhao 董昭, 156-236, minister - Liu Ye 劉曄, 170-234, adviseur van Cao Cao - Jiang Ji 蔣濟, †249, generaal - Liu Fang 劉放, †250, minister - Sun Zi 孫資, †251, functionaris |
| 15.  | Liu Sima Liang Zhang Wen Jia zhuan (劉司馬梁張溫賈傳)                 | biografieën van Liu, Sima, Liang, Zhang, Wen en Jia                                      | Bedoeld zijn: - Liu Fu 劉馥 †208, politicus - Liu Jing 劉靖, †254, generaal, zoon van Liu Fu - Sima Lang 司馬朗, 171-217, functionaris - Liang Xi 梁習, †230, minister van financiën - Zhang Jì 張既, †223, functionaris - Zhang Jī 张缉, †254, functionaris, was betrokken bij een complot om Sima Shi (208-255), regent van Cao Wei te doden; vader van keizerin Zhang van keizer Cao Fang (r.239-254), zoon van Zhang Jì - Wen Hui 溫恢, 178-223, functionaris - Jia Kui 賈逵, 174-228, generaal en functionaris |
| 16.  | Ren Su Du Zheng Cang zhuan (任蘇杜鄭倉傳)                             | biografieën van Ren, Su, Du, Zheng en Cang                                               | Bedoeld zijn: - Ren Jun 任峻, †204, militair - Zhao Zhi 棗祗, †196, krijgsheer - Su Ze 蘇則, †223, functionaris - Du Ji 杜畿, 161-222, functionaris - Du Shu 杜恕, 198-252, ambtenaar en geleerde, zoon van Du Ji - Zheng Hun 鄭渾, †?, geleerde - Cang Ci 倉慈, †?, functionaris |
| 17.  | Zhang Yue Yu Zhang Xu zhuan (張樂于張徐傳)                            | biografieën van Zhang, Yue, Yu, Zhang en Xu                                              | Bedoeld zijn: - Zhang Liao 張遼, 169-222, generaal - Yue Jin 樂進, †218, generaal - Yu Jin 于禁, †221, generaal - Zhang He 張郃, †231, generaal - Xu Huang 徐晃, †227, generaal - Zhu Ling 朱靈, 170-228, generaal |
| 18.  | er Li, Zang Wen Lü Xu Dian er Pang Yan zhuan (二李臧文呂許典二龐閻傳) | biografieën van de beide Li(s), van Zang, Wen, Lü, Xu, Dian, de beide Pang(s) en van Yan | Bedoeld zijn: - Li Dian 李典, 180-215, generaal - Li Tong 李通, ca.168-ca.209, generaal - Zang Ba 臧霸, 164-231, generaal - Sun Guan 孫觀, †210, militaire commandant - Wen Ping 文聘, †rond 240, generaal - Lü Qian 呂虔, †?, generaal - Wang Xiang 王祥 184-268, politicus - Xu Chu (ook: Xu Zhu) 許褚, †ca.230, lijfwacht van Cao Cao - Dian Wei 典韋, †208, lijfwacht van Cao Cao - Pang De 龐德, 184-219, generaal - Pang Yu 龐淯, †?, ambtenaar - (Mu) Zhao E (母)趙娥, †?, moeder van Pang Yu, wreekte de moord op haar vader, maar kreeg gratie in plaats van de doodstraf - Yan Wen 閻溫, †213, ambtenaar - Zhang Gong 張恭, †?, generaal |
| 19.  | Rencheng Chen Xiao wang zhuan (任城陳蕭王傳)                          | biografieën van de prinsen van Rencheng, Chen en Xiao                                    | Bedoeld zijn drie zonen van Cao Cao: - Cao Zhang, Prins Wei van Rencheng 任城威王曹彰, Rencheng Wei wang Cao Zhang, 189-223 - Cao Zhi, Prins Si van Chen 陳思王曹植 Chen Si wang Cao Zhi, 192-232 - Cao Xiong, Prins Huai van Xiao 蕭懷王曹熊 Xiao Huai wang Cao Xiong, 195-220 |
| 20.  | Wu Wen shi wang gong zhuan (武文世王公傳)                             | biografieën van prinsen en hertogen uit de tijd van Wu en Wen                            | Bedoeld worden: - 21 zonen van Cao Cao (Wudi), 155-220: - Cao Ang 曹昂, prins Min van Feng 豐愍王, ca.177-197, oudste zoon - Cao Shuo 曹鑠, prins Shang van Xiang 相殤王, †vóór 220 - Cao Chong 曹沖, prins Ai van Deng 鄧哀王, 196-208 - Cao Ju 曹據, prins van Pengcheng 彭城王, 211-260 - Cao Yǔ 曹宇, prins van Yan 燕王, 211-278 - Cao Lin 曹林, prins Mu van Pei 沛穆王, †256 - Cao Gun 曹袞, prins Gong van Zhongshan 中山恭王, 200-235 - Cao Xuan 曹玹, prins Huai van Jiyang 濟陽懷王, †215 - Cao Jun 曹峻, prins Gong van Chenliu 陳留恭王, †259 - Cao Ju 曹矩, prins Min van Fanyang 范陽閔王, †? - Cao Gan 曹幹, prins van Zhao 趙王, 214-261 - Cao Zishang 曹子上, hertog Shang van Linyi 臨邑殤公, †? - Cao Biao 曹彪, prins van Chu 楚王, 195-251 - Cao Ziqin 曹子勤, hertog Shang van Gang 剛殤公, †? - Cao Zicheng 曹乘, hertog Shang van Gucheng 穀城殤公, †? - Cao Zizheng 曹子整, hertog Dai van Mei (郿戴公, †218 - Cao Zijing 曹子京, hertog Shang van Ling 靈殤公, †? - Cao Jun 曹均, hertog An van Fan 樊安公, †219 - Cao Ziji 曹子棘, hertog Shang van Guangzong 廣宗殤公. †? - Cao Hui 曹徽, prins Ling van Dongping 東平靈王, †242 - Cao Mao 曹茂, prins van Leling 樂陵王, †? - acht zonen van Cao Pi (Wendi), 187-226, r.220-226: - Cao Xie 曹協, prins Ai van Zan 贊哀王, †235 - Cao Ruí 曹蕤, prins Dao van Beihai 北海悼王, †233 - Cao Jian 曹鑒, prins Huai van Dongwuyang 東武陽懷王, †225/226 - Cao Lin 曹霖, prins Ding van Donghai 東海定王, †251 - Cao Li 曹禮, prins Ai van Yuancheng 元城哀王, 208-229 - Cao Yong 曹邕, prins Huai van Handan 邯鄲懷王, †229 - Cao Gong 曹貢, prins Dao van Qinghe 清河悼王, †223 - Cao Yan 曹儼, prins Ai van Guangping 廣平哀王, †223 |
| 21.  | Wang Wei er Liu Fu zhuan (王衛二劉傅傳)                               | biografieën van Wang, Wei, de beide Liu en van Fu                                        | Bedoeld zijn: - Wang Can 王粲, 177-217, functionaris, een van de zeven geleerden uit de Jian'an-periode - Xu Gan 徐幹, 171-218, filosoof en dichter, een van de zeven geleerden uit de Jian'an-periode - Chen Lin 陳琳, †217, functionaris, dichter en geleerde, een van de zeven geleerden uit de Jian'an-periode - Ruan Yu 阮瑀, †rond 212, schrijver, een van de zeven geleerden uit de Jian'an-periode - Ying Chang 應瑒, †217, dichter een van de zeven geleerden uit de Jian'an-periode - Liu Zhen 應瑒, †217, dichter, een van de zeven geleerden uit de Jian'an-periode (** Kong Rong 孔融 (wordt niet besproken), 151/153-208, dichter, krijgsheer en politicus, een van de zeven geleerden uit de Jian'an-periode) - - Handan Chun 邯鄲淳, 132-221, functionaris, schrijver en kalligraaf - Ying Qu 應璩, 190-252, dichter - Ruan Ji 阮籍, 210-263, militair functionaris, musicus en dichter, een van de Zzeven wijsgeren van het bamboebos - Ji Kang (嵇康) 223-263, dichter, schrijver, musicus, een van de Zzeven wijsgeren van het bamboebos - Wu Zhi 吳質, 178-230, generaal - Wei Ji 衛覬, 168-229, staatsman, geleerde, schrijver en kalligraaf - Liu Yi 劉廙, 180-221, functionaris - Liu Shao 劉劭, ca.168/171/182-ca.245, functionaris - Mao Xi 繆襲, 186-245, ambtenaar - Zhong Zhangtong 仲長統, 181-220, politiek commentator - Su Lin 蘇林, †?, ambtenaar, schrijver en filoloog - Fu Gu 傅嘏, 209-255, functionaris |
| 22.  | Huan er Chen Xu Wei Lu zhuan (桓二陳徐衛盧傳)                         | biografieën van Huan, de beide Chen, van Xu, Wei en Lu                                   | Bedoeld zijn: - Huan Jie 桓階, †?, functionaris - Chen Qun 陳群, †237, minister - Chen Tai 陈泰, †260, generaal en functionaris, zoon van Chen Qun - Chen Jiao 陳矯, 170-237 generaal en minister - Xue Ti 薛悌, †?, functionaris - Xu Xuan (徐宣, †236, ambtenaar - Wei Zhen 衛臻, †248, ambtenaar - Lu Yu 盧毓, 182-257, politicus |
| 23.  | He Chang Yang Du Zhao Pei zhuan (和常楊杜趙裴傳)                      | biografieën van He, Chang, Yang, Du, Zhao en Pei                                         | Bedoeld zijn: - He Qia 和洽, minister - Xu Shao 許劭, 150-195, filosoof en politicus - Chang Lin 常林, ambtenaar - Yang Jun 楊俊, †222, ambtenaar - Du Xi 杜襲, †231, adviseur en functiobaris - Zhao Yan 趙儼, 171-254, minister - Pei Qian (裴潛), †244, ambtenaar - Pei Xiu 裴秀, 244-271, minister, cartograaf, geograaf en schrijver, zoon van Pei Qian |
| 24.  | Han Cui Gao Sun Wang zhuan (韓崔高孫王傳)                             | biografieën van Han, Cui, Gao, Sun en Wang                                               | Bedoeld zijn: - Han Ji 韓暨, 150-238, politicus - Cui Lin 崔林, †245, politicus - Gao Rou 高柔, 174-263, politicus - Sun Li 孫禮, †250/51, generaal en politicus - Wang Guan 王觀, †260, politicus |
| 25.  | Xin Pi Yang Fu Gaotang Long zhuan (辛毗楊阜高堂隆傳)                  | biografieën van Xin Pi, Yang Fu en Gaotang Long                                          | Bedoeld zijn: - Xin Pi 辛毗, †ca.235, minister - Yang Fu 楊阜), †239, politicus - Gaotang Long 高堂隆, †237, functionaris bedreven in astrologie - Zhan Qian 棧潛, †?, minister |
| 26.  | Man Tian Qian Guo zhuan (滿田牽郭傳)                                  | biografieën van Man, Tian, Qian en Guo                                                   | Bedoeld zijn: - Man Chong 滿寵, 175-242, generaal en politicus - Tian Yu 田豫, ca.171-ca.252, generaal - Qian Zhao 牽招, †?, militair bevelhebber - Guo Huai 郭淮, †255, generaal |
| 27.  | Xu Hu er Wang zhuan (徐胡二王傳)                                      | biografieën van Xu, Hu en de beide Wang                                                  | Bedoeld zijn: - Xu Miao 徐邈, 171-249, generaal en politicus - Hu Zhi 胡質, †250, militair bevelhebber en politicus - Wang Chang 王昶, †259, generaal - Wang Ji 王基, 190-261, generaal |
| 28.  | Wang Guanqiu Zhuge Deng Zhong zhuan (王毌丘諸葛鄧鍾傳)                | biografieën van Wang, Guanqiu, Zhuge, Deng en Zhong                                      | Bedoeld zijn: - Wang Ling 王淩, 172-251, generaal en politicus - Ling Huyu 令狐愚, †249, generaal - Guanqiu Jian 毌丘儉, 226-255, generaal en politicus - Wen Qin 文钦, †258, generaal - Zhuge Dan 諸葛誕, †258, generaal en politicus - Tang Zi 唐咨, †262, generaal - Deng Ai 鄧艾, 197-264, generaal - Zhou Tai 州泰, †261, generaal - Zhong Hui 鍾會, 225-264, generaal, politicus, kalligraaf en schrijver - Wang Bi 王弼, 226-249, filosoof en politicus, samensteller van invloedrijke commentaren op Daodejing en het Boek der Veranderingen |
| 29.  | fangji zhuan (方技傳)                                                 | biografieën van voorspellers en magiërs                                                  | Genoemd worden: - Hua Tuo 華佗, 145-208?, geneeskundige - Wu Pu 吳普, leerling van Hua Tuo - Fan A 樊阿, leerling van Hua Tuo - Du Kui 杜夔, †225? musicus en functionaris - Ma Jun 馬鈞, 200-256, mechanicus en uitvinder - Zhu Jianping 朱建平, †220, fysionoom - Zuo Ci 左慈, filosoof - Zhou Xuan 周宣, †230, droomuitlegger - Guan Lu 管輅, 209-256, ziener |
| 30.  | Wuhuan Xianbei Dongyi (烏丸鮮卑東夷傳)                                | biografieën van de Wuhuan, Xianbei en Dongyi                                             | Beschreven worden: - Wuhuan 烏丸, nomadisch volk in noord-China - Xianbei (of Särbi) 鮮卑, nomadisch volk in noord-oost China - Dongyi (of Oostelijke Yi) 東夷, collectieve benaming voor volkeren uit de oudheid - Fuyu 夫餘, Buyeo, koninkrijk in Mantsjoerije, - Yilou (挹婁), volk in Mantsjoerije, 3e-6e eeuw - Koguryo (Gaogouli 高句麗), noordelijk deel van Koreaans schiereiland - Okjeo (Dong Woju 東沃沮), stammengroepering op het Koreaanse schiereiland, 2e-5e eeuw - Yemaek (Hui 濊), stammengroepering op het Koreaanse schiereiland - Samhan (Han 韓), gemeenschappelijke naam voor de drie confederaties van Byeonhan, Jinhan en Mahan op het Koreaanse schiereiland - Wo of Wa (倭), Japan - Het hoofdstuk Xirong (西戎, Westelijke Rong) uit Weilüe 《魏略》is aan het slot van dit hoofdstuk als een aanhangsel (fu, 附) opgenomen |

### Boek van Shu
Bevat 15 juan aan zhuan (傳, exemplarische overleveringen, vaak aangeduid als biografieën). De twee keizers worden aangeduid als zhu (主, heer). Juan 34 bevat biografieën van echtgenotes en zonen van de beide keizers.
Juan 31-45:
| juan | Titel                                                                | Vertaling                                                        | Opmerkingen |
| ---- | -------------------------------------------------------------------- | ---------------------------------------------------------------- | --- |
| 31.  | Liu er mu zhuan (劉二牧傳)                                           | biografieën van de beide gouverneurs Liu                         | bedoeld zijn: - Liu Yan 劉焉, †194, werd in 188 gouverneur van de provincie Yi (het huidige Sichuan en Chongqing - Liu Zhang (劉璋, †219), volgde zijn vader Liu Yan op als gouverneur van de provincie Yi, gaf zich in 214 over aan Liu Bei |
| 32.  | xian zhu zhuan (先主傳)                                              | biografie van de Eerdere Heer                                    | bedoeld is - Liu Bei, 161-223, veroverde in 214 Chengdu, de hoofdstad van de provincie Yi en riep zich in 221 uit tot (eerste) keizer van Shu-Han (r.221-223) |
| 33.  | hou zhu zhuan (後主傳)                                               | biografie van de Latere Heer                                     | bedoeld is - Liu Shan, 207-271, tweede en tevens laatste keizer van Shu (r.223-263), zoon van Liu Bei |
| 34.  | er zhu feizi zhuan (二主妃子傳)                                      | biografieën van de echtgenoten en zonen van de beide heren       | Bevat: - Gan, concubine van de Eerdere Heer (先主甘后, Xianzhu Gan hou), †210, familienaam Gan (甘), concubine van Liu Bei en moeder van Liu Shan (r.223-263), postume titel keizerin Zhaolie (昭烈皇后, Zhaolie huanghou) - Mu, keizerin van de Eerdere Heer (先主穆后, Xianzhu Mu Wu hou), †245, persoonsnaam Wu Xian (吳莧), keizerin van Liu Bei, postume titel keizerin Mu (吳皇后, Mu huanghou) - Zhang, keizerin Jing'ai van de Latere Heer (後主敬哀張后, Houzhu Jing'ai Zhang hou), †237, familienaam Zhang (張), eerste keizerin van Liu Shan, postume titel keizerin Jing'ai (敬哀皇后, Jing'ai huanghou) - Zhang, keizerin van de Latere Heer 後主張后, (Houzhu Zhang hou), †?, familienaam Zhang (張), in 238 tweede keizerin van Liu Shan, jongere zus van de eerste keizerin; vergezelde haar echtgenoot na de verovering van Han-Shu door Cao Wei in 263 naar Luoyang - Liu Yong, zoon van de Eerdere Heer (劉永字公壽, Liu Yong zi Gongshou), 207-264, Liu Yong had als omgangsnaam Gongshou (公壽); was een zoon van Liu Bei en jongere halfbroer van keizer Liu Shan, 230-263 prins van Ganling (甘陵王, Ganling wang) - Liu Li, zoon van de Eerdere Heer (劉理字奉孝, Liu Li zi Fengxiao), 207-244, Liu Li had als omgangsnaam Fengxiao (奉孝); was een zoon van Liu Bei, 230-244 prins van Anping (安平王, Anping wang) - Liu Xuan, kroonprins Xuan, zoon van de Latere Heer (後主太子璿, houzhu taizi Xuan), 224-264, oudste zoon van Liu Shan, 238-263 kroonprins |
| 35.  | Zhuge Liang zhuan (諸葛亮傳 )                                        | biografie van Zhuge Liang                                        | Bevat: - Zhuge Liang 諸葛亮, 181-234, strateeg, eerste minister en regent 223-234 - Zhuge Qiao 諸葛喬, 199/204-223/228, generaal, neef van Zhuge Liang die hem ook adopteerde - Zhuge Zhan 諸葛瞻, 227-263, generaal, zoon van Zhuge Liang - Dong Jue 董厥, †?, generaal en functionaris, bleef ook na 263 militair adviseur, nu voor Cao Wei |
| 36.  | Guan Zhang Ma Huang Zhao zhuan (關張馬黃趙傳)                        | biografieën van Guan, Zhang, Ma, Huang en Zhao                   | Bedoeld zijn: - Guan Yu 關羽, 160-219, generaal onder en nauw verbonden met Liu Bei - Zhang Fei 張飛, 167-221, generaal en gezworen broeder van Liu Bei - Ma Chao 馬超, 176-222, generaal - Ma Dai 馬岱, 212-235, generaal, neef van Ma Chao - Huang Zhong 黃忠, 148-221, generaal - Zhao Yun 趙雲, 168-229, generaal |
| 37.  | Pang Tong Fa Zheng zhuan (龐統法正傳)                                | biografieën van Pang Tong en Fa Zheng                            | - Pang Tong 龐統, 179-214, adviseur van Liu Bei - Fa Zheng 法正, 176-220, generaal onder Liu Zhang en Liu Bei |
| 38.  | Xu Mi Sun Jian Yi Qin zhuan (許麋孫簡伊秦傳)                         | biografieën van Xu, Mi, Sun, Jian, Yi en Qin                     | Bedoeld zijn: - Xu Jing (許靖), 147-222, minister - Mi Zhu 麋竺, ca.165-222, generaal - Mi Fang 麋芳, †223, generaal en politicus, jongere broer van Mi Zhu - Sun Qian 孫乾, †na 214, functionaris - Jian Yong 簡雍, rond 180-rond 210, politicus - Yi Ji 伊籍, rond 207-221, diplomaat en politicus - Qin Mi 秦宓, 194-226, functionaris |
| 39.  | Dong Liu Ma Chen Dong Lü zhuan (董劉馬陳董呂傳)                      | biografieën van Dong, Liu, Ma, Chen, Dong en Lü                  | Bedoeld zijn: - Dong He 董和, †221, functionaris - Liu Ba 劉巴, †222, functionaris - Ma Liang 馬良, 187-222, adviseur van Liu Bei - Ma Su 馬謖, strateeg, jongere broer van Ma Liang - Chen Zhen 陳震, †235, functionaris - Dong Yun 董允, †246, generaal en politicus - Chen Zhi 陳祗, †258, functionaris, opgevoed door zijn achteroom Xu Jing (zie: juan 38) - Lü Yi 呂乂, †251, functionaris |
| 40.  | Liu Peng Liao Li Liu Wei Yang zhuan (劉彭廖李劉魏楊傳)               | biografieën van Liu, Peng, Liao, Li, Liu, Wei en Yang            | Bedoeld zijn: - Liu Feng 劉封, 190-220, generaal, geadopteerd door Liu Bei - Meng Da 孟達 †228, diende onder Liu Bei, sloot zich aan bij Cao Pi en Cao Rui van het Koninkrijk Wei, probeerde zich opnieuw aan te sluiten bij Liu Bei, maar werd daarbij terechtgesteld - Peng Yang 彭羕, 178-214, functionaris - Liao Li 廖立, 209-234, functionaris - Li Yan 李嚴, †234, generaal - Liu Yan 劉琰, vóór 170-234, generaal en functionaris onder Liu Bei en Liu Shan, die hem liet executeren - Wei Yan 魏延, †234, generaal en politicus - Yang Yi 楊儀, †235, functionaris |
| 41.  | Huo Wang Xiang Zhang Yang Fei zhuan (霍王向張楊費傳)                 | biografieën van Huo, Wang, Xiang, Zhang, Yang en Fei             | Bedoeld zijn: - Huo Jun 霍峻, 178-217, generaal - Huo Yi 霍弋, †271, generaal, zoon van Huo Jun - Luo Xian 羅憲 218-270, generaal en politicus, kwam na de val van Shu in dienst van Cao-Wei, zijn biografie is door Pei Songzhi onder die van Luo Xian geplaatst - Wang Lian 王蓮, †223, functionaris - Xiang Lang 向朗, †247, functionaris en geleerde - Zhang Yi 張裔, 166-230, functionaris - Yang Hong 楊洪, †228, functionaris - Fei Shi 費詩, 211-na 234, functionaris |
| 42.  | Du Zhou Du Xu Meng Lai Yin Li Qiao Xi zhuan (杜周杜許孟來尹李譙郤傳) | biografieën van Du, Zhou, Du, Xu, Meng, Lai, Yin, Li, Qiao en Xi | Bedoeld zijn: - Du Wei 杜微, rond 190-rond 230, functionaris, weigerde lange tijd een ambt te bekleden - Zhou Qun 周群, rond 190-rond 210, functionaris, astronoom en ziener - Zhang Yu 張裕 †219, functionaris, ziener en fysionist - Du Qiong 杜瓊, ca.170-250, functionaris astronoom en ziener - Xu Ci 許慈, †?, functionaris en geleerde - Meng Guang 孟光, †?, functionaris en geleerde - Lai Min 來敏, ca.160-258/263, minister en geleerde - Yin Mo 尹默, †234, functionaris en confucianistische geleerde - Li Zhuan 李譔, †rond 260, politicus - Qiao Zhou 譙周, 201-270, politicus, astronoom, historicus en schrijver, hij was de leraar van Chen Shou en wordt met respect door hem beschreven - Xi Zheng 郤正, †278, politicus, schrijver en dichter |
| 43.  | Huang Li Lü Ma Wang Zhang zhuan (黃李呂馬王張傳)                     | biografieën van Huang, Li, Lü, Ma, Wang en Zhang                 | Bedoeld zijn: - Huang Quan 黃權, 240, generaal - Li Hui 李恢, †231, generaal en politicus - Lü Kai 呂凱, †225, functionaris - Ma Zhong 馬忠, †249, generaal - Wang Ping 王平, †248, generaal - Ju Fu , 句扶, †?, militair - Zhang Ni 張嶷, rond 190-254, generaal |
| 44.  | Jiang Wan Fei Yi Jiang Wei zhuan (蔣琬費禕姜維傳)                    | biografieën van Zhang Wan, Fei Yi en Jiang Wei                   | - Jiang Wan 蔣琬, †246, generaal, politicus, regent - Fei Yi 費禕, †253, generaal, politicus, diplomaat en regent - Jiang Wei 姜維, 202-264, generaal en regent |
| 45.  | Deng Zhang Zong Yang zhuan (鄧張宗楊傳)                              | biografieën van Deng, Zhang, Zong en Yang                        | Bedoeld zijn: - Deng Zhi 鄧芝, 178-251, generaal, diplomaat, politicus - Zhang Yi 張翼, †264, generaal en politicus - Zong Yu 宗預, 188-264, generaal en diplomaat - Liao Hua 廖化, †264, generaal en politicus - Yang Xi 楊戲, †261, politicus |

### Boek van Wu
Bevat 20 juan aan zhuan (傳, exemplarische overleveringen, vaak aangeduid als biografieën). De keizers worden als erfgenamen van de heer van Wu aangeduid met hun persoonsnaam. Juan 50 bevat biografieën van de echtgenotes en juan 51 en 59 van de zonen van de keizers.
Juan 46-65:
| juan | Titel                                                                                        | Vertaling                                                                           | Opmerkingen |
| ---- | -------------------------------------------------------------------------------------------- | ----------------------------------------------------------------------------------- | --- |
| 46.  | Sun po lu tao ni zhuan (孫破虜討逆傳)                                                        | biografie van Sun die de lafaards versloeg en (Sun) die de opstandelingen bestreed  | Bedoeld zijn: - Sun Jian 孫堅, 155-191, generaal in dienst van krijgsheer Yuan Shu (155-199), bestreed de Gele Tulbandenopstand en Dong Zhuo, sneuvelde in de strijd met gouverneur Liu Biao; vader van Sun Quan die zich in 229 tot eerste keizer van Wu uitriep en zijn vader postuum benoemde tot keizer Wulie (武烈皇帝, Wulie huangdi) - Sun Ce 孫策, 175-200, generaal, zoon van Sun Jian, brak met Yuan Shu, veroverde het gebied rond de monding van de Yangtze en legde zo de basis voor de staat Wu. Ontving van zijn broer Sun Quan in 222 postuum de titel prins Huan van Changsha (長沙桓王, Changsha Huang wang). - Gan Ji 干吉 (ook Yu Ji 于吉), †200, taoïstische priester, gedood op bevel van Sun Ce |
| 47.  | Wu zhu zhuan (吳主傳)                                                                        | biografie van de heer van Wu                                                        | Bedoeld is Sun Quan 孫權, 182-252, keizer van Wu (r.229-252), zoon van Sun Jian en erfde in 200 de positie van zijn broer Sun Ce; verklaarde zich in 222 tot koning en in 229 tot eerste keizer van Wu, postume naam Dongwu Dadi (東吳大帝), tempelnaam Taizu (太祖) |
| 48.  | san si zhu zhuan (三嗣主傳)                                                                  | biografieën van de drie erfgenamen van de heer                                      | Bedoeld zijn de drie opvolgers van Sun Quan als heerser van Wu: - Sun Liang 孫亮, 243-260, zoon van Sun Quan, tweede keizer van Wu 252-257, afgezet door Sun Lin? (孫綝, of Sun Chen?, zie: juan 64), 231-258) en vervangen door zijn oudere broer Sun Xiu; geen tempelnaam en ook geen postume naam - Sun Xiu 孫休, 235-264, derde keizer van Wu 258-264, postume naam keizer Jing (景帝, Jingdi); zoon van Sun Quan en oudere broer van Sun Liang - Sun Hao (孫皓, 242-284, vierde en laatste keizer van Wu 264-280, kleinzoon van Sun Quan (en oudste zoon van kroonprins Sun He, 223-253, zie: juan 59); gaf zich in 280 over aan Jin |
| 49.  | Liu Yao Taishi Ci Shi Xie zhuan (劉繇太史慈士燮傳)                                           | biografieën van Liu Yao, Taishi Ci en Shi Xie                                       | Bedoeld zijn: - Liu Yao (劉繇), 156-197, krijgsheer, leverde strijd met Sun Ce - Taishi Ci (太史慈), 166-206, generaal, werd in 198 door Sun Ce gevangen genomen en benoemd tot zijn lijfwacht - Shi Xie (士燮), 137-226, gouverneur van de provincie Jiao (het huidige noord Vietnam), sloot zich in 210 aan bij Sun Quan - Liu Dai 劉岱, †192, sloot zich aan bij de coalitie onder leiding van Yuan Shao om Dong Zhuo te bestrijden - Ze Rong 笮融, †196, generaal, sloot zich aan bij Liu Yao - Liu Ji 劉基, 184-233, oudste zoon van Liu Yao; kwam in dienst bij Sun Quan |
| 50.  | feipin zhuan (妃嬪傳)                                                                        | biografieën van echtgenoten                                                         | - Dame Wu (Wu furen, 吳夫人), †202 of 207, echtgenote van Sun Jian (155-191), moeder van Sun Quan (182-252, r.229-252), werd in 229 postuum keizerin Wulie (武烈皇后) - Dame Xie (Xie furen, 謝夫人), †?, eerste echtgenote van Sun Quan, viel in ongenade - Dame Xu (Xu furen, 徐夫人), †229, concubine van Sun Quan, moeder van kroonprins Sun Deng door adoptie - Dame Bu (Bu furen, 步夫人, Bu Lianshi 步練師), †238, concubine van Sun Quan, postume titel keizerin Bu (步皇后, Bu huanghou) - Dame Wang van Langxie (Langxie Wang furen, 琅邪王夫人), †?, concubine van Sun Quan, moeder van Sun He (223-253) en grootmoeder van Sun Hao (242-284, r. 263-280), die haar in 264 postuum tot keizerin Dayi (大懿皇后, Dayi huanghou) benoemde - Dame Wang van Nanyang (Nanyang Wang furen, 南陽王夫人), †?, concubine van Sun Quan, moeder van Sun Xiu (235-264, r.258-264), die haar in 258 postuum tot keizerin Jinghuai (敬懷皇后, Jinghuai huanghou) benoemde - Dame Pan (Pan furen, 潘夫人, Pan Shu 潘淑), †252, in 243 moeder van Sun Liang (243-260, r.252-257), in 251 (enige) keizerin van Sun Quan, werd in 252 vermoord, postume titel Dadi Pan huanghou (大帝潘皇后) - Dame Quan (Quan furen, 全夫人, Quan Huijie 全惠解), 244-301, keizerin van Sun Liang (243-260, r.252-257), werd in 253 keizerin en volgde haar echtgenoot in ballingschap nadat hij in 257 was afgezet als keizer - Dame Zhu (Zhu furen, 朱夫人), †265, werd in 262 keizerin van Sun Xiu (r.258-264), door Sun Hao (r.264-280) gedwongen tot zelfmoord, postume naam keizerin Jing (景皇后, Jing huanghou) - Concubine He (He ji, 何姬, keizerin-weduwe He 何太后, He taihou), †na 280?, concubine van Sun He (223-253) en in 243 moeder van Sun Hao (243-284), ontving in 264 van haar zoon de titel keizerin-weduwe - Dame Teng (Teng furen, 滕夫人, Teng Fanglan 滕芳蘭), 240-284, werd in 264 keizerin van Sun Hao (243-284, r.264-280), na de verovering van Wu door Jin in 280 volgde zij haar echtgenoot naar Luoyang |
| 51.  | zongshi zhuan (宗室傳)                                                                       | biografieën van de familie van het regerende huis                                   | Genoemd worden: - Sun Jing (孫靜), generaal, broer van Sun Jian (155-191) - Sun Yu 孫瑜, 177-215, generaal, tweede zoon van Sun Jing - Sun Jiao 孫皎, †219, generaal, derde zoon van Sun Jing - Sun Huan 孫奐, 195-234, generaal, vierde zoon van Sun Jing - Sun Fen (孫賁), 172-208, generaal, oudste zoon van Sun Qiang (孫羌, tweelingbroer van Sun Jian - Sun Fu (孫輔), †?, tweede zoon van Sun Qiang (孫羌) - Sun Yi (孫翊), 184-204, generaal en functionaris, derde zoon van Sun Jian - Sun Kuang (孫匡), 184/191-vóór 210, vierde zoon van Sun Jian - Sun Shao (孫韶), 188-241, generaal, neef van Yu He (俞河, ook: Sun He 孫河, 175-204, geadopteerde zoon van Sun Jian); Sun Shao werd geadopteerd door Sun Ce - Sun Huan (孫桓), 197/198-224?, zoon van Yu He (俞河, ook: Sun He 孫河) |
| 52.  | Zhang Gu Zhuge Bu zhuan (張顧諸葛步傳)                                                       | biografieën van Zhang, Gu, Zhuge en Bu                                              | Bedoeld zijn: - Zhang Zhao 張昭, 156-236, generaal, broer van Zhang Hong (zie: juan 53) - Zhang Cheng 張承, 177-244, generaal, oudste zoon van Zhang Zhao - Zhang Xiu 休張, 205-245, generaal, jongere zoon van Zhang Zhao - Gu Yong 顧雍, 168-243, kanselier, bedreven in kalligrafie en muziek - Gu Shao 顧邵, 188-218, functionaris, oudste zoon van Gu Yong - Gu Tan 顧譚, 205-246, functionaris, zoon van Gu Shao - Gu Cheng 顧承, †?, generaal, zoon van Gu Shao - Zhuge Jin 諸葛瑾, 174-241, generaal - Bu Zhi 步騭, †247, generaal - Bu Chan 步闡, †273, generaal, tweede zoon van Bu Zhi |
| 53.  | Zhang Yan Cheng Kan Xue zhuan (張嚴程闞薛傳)                                                 | biografieën van Zhang, Yan, Cheng, Kan Xue                                          | Bedoeld zijn: - Zhang Hong 張紘, 152-212, minister en confucianist, broer van Zhang Zhao - Yan Jun 嚴峻, 165-242, functionaris - Cheng Bing 程秉, †225, functionaris en schrijver - Kan Ze 闞澤, 208-243, functionaris - Xue Zong 薛綜, 208-243, politicus en dichter - Xue Ying 薛瑩, †282, politicus, historicus en dichter, tweede zoon van Xue Zong |
| 54.  | Zhou Yu Lu Su Lü Meng zhuan (周瑜魯肅呂蒙傳)                                                 | biografieën van Zhou Yu, Lu Su en Lü Meng                                           | - Zhou Yu 周瑜, 175-210, militair strateeg, bevriend met Sun Ce; hier bevindt zich ook de klassieke beschrijving van de Slag bij de Rode Muur - Lu Su 魯肅, 172-217, generaal en politicus - Lü Meng 呂蒙, 178-220, generaal |
| 55.  | Cheng Huang Han Jiang Zhou Chen Dong Gan Ling Xu Pan Ding zhuan (程黃韓蔣周陳董甘淩徐潘丁傳) | biografieën van Cheng, Huang, Han, Jiang, Zhou, Chen, Dong, Gan, Ling, Xu, Pan Ding | Bedoeld zijn: - Cheng Pu 程普, †210, generaal - Huang Gai 黃蓋, †215, militair - Han Dang 韓當, †226, generaal - Jiang Qin 蔣欽, †219, generaal - Zhou Tai 周泰, †228, generaal - Chen Wu 陳武, †178-215, generaal - Chen Biao 陳表, 204-237, generaal en functionaris, zoon van Chen Wu - Dong Xi 董襲, †213 of 217, generaal - Gan Ning 甘寧, †217, generaal - Ling Tong 淩統, 189-217, generaal - Xu Sheng 徐盛, 177-227, generaal - Pan Zhang 潘璋, †234, generaal - Ding Feng 丁奉, †271, generaal |
| 56.  | Zhu Zhi Zhu Ran Lü Fan Zhu Huan zhuan (朱治朱然呂範朱桓傳)                                   | biografieën van Zhu Zhi, Zhu Ran, Lü Fan Zhu Huan                                   | - Zhu Zhi 朱治, 156-224, militair - Zhu Ran 朱然, (geboren als Shi Ran 施然), 182-249, generaal - Lü Fan 呂範, †228, militair - Zhu Huan 朱桓, 177-238, generaal - Shi Ji 施績, †270, generaal, zoon van Zhu Ran - Lü Ju 呂據 †256, generaal, tweede zoon van Lü Fan - Zhu Yi 朱異 †257, zoon van Zhu Huan |
| 57.  | Yu Lu Zhang Luo Lu Wu Zhu zhuan (虞陸張駱陸吾朱傳)                                           | biografieën van Yu, Lu, Zhang, Luo, Lu, Wu en Zhu                                   | Bedoeld zijn: - Yu Fan 虞翻 , 164-233, politicus en schrijver - Lu Ji 陸績, 188-219, geleerde en politicus - Zhang Wen 張溫, 193-230, generaal en politicus - Luo Tong 駱統, 193-228, functionaris - Lu Mao 陸瑁, †239, politicus - Wu Can 吾粲, 245, functionaris - Zhu Ju 朱據, 194-250, generaal en politicus |
| 58.  | Lu Xun zhuan (陸遜傳)                                                                        | biografie van Lu Xun                                                                | - Lu Xun 陸遜 (geboren als Lu Yi 陸議), 183-245, generaal |
| 59.  | Wu zhu wu zi (吳主五子傳)                                                                    | biografieën van vijf zonen van de heer van Wu                                       | Bedoeld zijn vijf zonen van Sun Quan, eerste keizer van Wu (r.229-252): - Sun Deng (孫登), 209-241, oudste zoon en kroonprins, overleed vroegtijdig - Sun Lü (孫盧), 213-232, tweede zoon - Sun He (孫和), 224-253, derde zoon, 241-250 kroonprins, vervangen door Sun Liang 孫亮, 243-260, de latere tweede keizer van Wu r.252-257 - Sun Ba (孫霸), 224/235-250, vierde zoon - Sun Fen (孫奮), 224/235-270, vijfde zoon |
| 60.  | He Quan Lü Zhou Zhongli zhuan (賀全呂周鍾離傳)                                               | biografieën van He, Quan, Lü, Zhou en Zhongli                                       | Bedoeld zijn: - He Qi 賀齊, †227, generaal diende onder Sun Ce en Sun Quan - Quan Cong 全琮, 196–247/198–249, generaal - Lü Dai 呂岱, 161-256, generaal - Zhou Fang 周魴, †238, generaal en politicus - Zhong Limu 鍾離牧, †?, generaal |
| 61.  | Pan Jun Lu Kai zhuan (潘濬陸凱傳)                                                            | biografieën van Pan Jun en Lu Kai                                                   | - Pan Jun 潘濬, †239, generaal en minister - Lu Kai 陸凱, 198-269, generaal en politicus - Lu Yin 陸胤, †?, generaal en minister, jongere broer van Lu Kai |
| 62.  | Shi Yi Hu Zong zhuan (是儀胡綜傳)                                                            | biografieën van Shi Yi en Hu Zong                                                   | - Shi Yi 是儀, †?, militair en diplomaat in dienst van Sun Quan - Hu Zong 胡綜, 183-243, generaal, dichter en politicus - Xu Xiang 徐詳, †?, medewerker van Sun Quan |
| 63.  | Wu Fan Liu Dun Zhao Da zhuan (吳範劉惇趙達傳)                                                | biografieën van Wu Fan, Liu Dun en Zhao Da                                          | - Wu Fan 吳範, †226, functionaris - Liu Dun 劉惇, †?, functionaris, bedreven in astrologie - Zhao Da 趙達, †?, ambtenaar |
| 64.  | Zhuge Teng er Sun Puyang zhuan (諸葛滕二孫濮陽傳)                                            | biografieën van Zhuge, Teng, de beide Sun(s) en Puyang                              | Bedoeld zijn: - Zhuge Ke 諸葛恪, 203-253, generaal en functionaris - Nie You 聶友, 201-253, functionaris onder Zhuge Ke - Teng Yin 滕胤, †256, generaal - Sun Jun 孫峻, 219-256, generaal, liet Zhuge Ke doden en werd regent - Liu Zan 留贊, 183-255, generaal - Sun Chen 孫綝, 231-259, generaal en regent - Puyang Xing 濮陽興, †264, 8e kanselier (262-264) |
| 65.  | Wang Lou He Wei Hua zhuan (王樓賀韋華傳)                                                     | biografieën van Wang, Lou, He, Wei en Hua                                           | Bedoeld zijn: - Wang Fan 王蕃, 228-266, astronoom, wiskundige, schrijver en functionaris - Lou Xuan 樓玄, †?, functionaris - He Shao 賀邵, 227-275, minister van het Centraal Secretariaat - Wei Yao 韋曜 (eigenlijk Wei Zhao 韋昭), 201-273, historicus, geleerde en functionaris, werd tijdens het samenstellen van zijn boek over de geschiedenis van Wu door keizer Sun Hao terechtgesteld, omdat hij door de keizer gewenste aanpassingen weigerde - Hua He 華覈, 219-278, historicus en functionaris |

## Chinese tekst

### Tekst in klassiek Chinees
De Zhonghua uitgave van de Vierentwintig Geschiedenissen is de meest gebruikte uitgave. De teksten zijn voorzien van leestekens, ingedeeld in paragrafen en geschreven in traditionele karakters. Zowel van de oorspronkelijke als van de herziene uitgave zijn talrijke herdrukken verschenen, die onderling op details kunnen afwijken.
- 陳壽, 《三國志》 (65卷), 北京 (中華書局), (Chen Shou, Sanguo zhi (65 juan), Beijing (Zhonghua shuju), oorspronkelijke druk 1959. Herziene herdruk 1982 in 5 delen, 1564pp., ISBN 978-7-10100-307-9:

《三國志. 1》, 卷1-9 [魏書一] (Sanguo zhi. 1, juan 1-9, [Wei shu yi])
《三國志. 2》, 卷10-20 [魏書二] (San guo zhi. 2, juan 10-20, [Wei shu er])
《三國志. 3》, 卷21-30 [魏書三] (San guo zhi. 3, juan 21-30, [Wei shu san])
《三國志. 4》, 卷31-45 [蜀書] (San guo zhi. 4, juan 31-45, [Shu shu])
《三國志. 5》, 卷46-65 [吴書] (Sanguo zhi. 5, juan 46-65 [Wu shu])
De Zhonghua-uitgave is ook beschikbaar via het project Scripta Sinica van de Academia Sinica, Taipei, Taiwan (zie: externe links).

### Tekst in hetbaihuawen
Sanguo zhi is vaak in het modern Chinees vertaald. Onderstaande uitgave is verzorgd door Fang Beichen (方北辰, *1942) en is uitgebreid geannoteerd. Fang is gespecialiseerd in Sanguo zhi en gaf leiding aan het "Drie Koninkrijken Cultureel Onderzoekscentrum" (三国文化研究中心, Sanguo wenhua yanjiu zhongxin), verbonden aan de afdeling geschiedenis van de Universiteit van Sichuan te Chengdu.
- 方北辰, 《三国志注译》, 西安 (陕西人民出版社) 1995, (Fang Beichen, Sanguo zhi zhuyi, Xi'an (Shaanxi renmin chubanshe) 1995. 3 delen, 2771pp., ISBN 722403455X. Het werk is uitgegeven in Vereenvoudigde Chinese karakters.

### Commentaren
In 1936 heeft Lu Bi (盧弼, 1876–1967) alle op dat moment bekende commentaren op Sanguo zhi verzameld en geannoteerd. Dat werk is vele malen herdrukt, waaronder:
- 盧弼, 《三國志集解》, 北京 (中华书局) 1982 (Lu Bi, Sanguo zhi ji jie, Beijing (Zhonghua shuju) 1982, 1157pp., ISBN 7101010199

### Aanvullingen
Sanguo zhi kent uitsluitend annalen en biografieën. Veel geleerden, met name onder de Qing-dynastie, hebben het werk willen aanvullen met chronologische tabellen en verhandelingen, zoals die over geografie en literatuur. Veel van deze aanvullingen zijn verschenen in de reeks Ershiwushi bubian (《二十五史補編》, Aanvullingen op de Vijfentwintig geschiedenissen). Onderdelen van deze reeks zijn vele malen herdrukt, zo ook onderstaand werk specifiek voor Sanguo zhi:
- "二十五史补编" 编委会编, 《三国志补编》, 北京 (圖書館出版社) 2005, ("Ershiwushi bubian" bian weihui bian, Sanguo zhi bubian, Beijing (tushu guan chubanshe) 2005, 722pp., ISBN 7501327343

Ook Liu Gongren (劉公任) heeft deze leemte willen opvullen door het samenstellen van Nieuwe verhandelingen van de Drie Koninkrijken:
- 王祖彝, 《三国新志》 [七 卷], 台北 (世界书局) 1960 (Liu Gongren, Sanguo xin zhi [7 juan], Taibei (Shijie shuju) 1960, 235pp.

## Vertalingen
Er is geen volledige vertaling van de Sanguo zhi in westerse talen. Wel is er een thematische vertaling:
- Cutter, Robert Joe en William Gordon Crowell, Empresses and Consorts. Selections from Chen Shou's Records of the Three States with Pei Songzhi's Commentary, Honolulu (University of Hawaii Press) 1999, ISBN 978-0-82481-945-3.

Aan het eind van juan 30 is het hoofdstuk Xirong (Westelijke Rong) uit de Weilüe opgenomen. Dit onderdeel is vertaald door John E. Hill:
- Klik hier voor deze vertaling.

Sima Guang (1019-1086) heeft voor de periode van de Drie Koninkrijken in zijn annalistisch werk Zizhi tongjian (de Doorlopende spiegel tot hulp bij het bestuur) grote delen overgenomen uit Sanguo zhi. De betreffende periode uit Zizhi tongjian is vertaald door Achilles Fang en later ook door Rafe de Crespigny. Zij hebben de onderdelen die uit Sanguo zhi afkomstig waren duidelijk aangegeven, maar hun vertalingen zijn in principe die van Zizhi tongjian:
- Fang, Achilles, The Chronicle of the Three Kingdoms (220-265). Chapters 69-78 from the Tzu chih t'ung chien of Ssu-ma Kuang (1019-1086), Cambridge Mass. (Harvard University Press), 1952-1965, 2 delen (deel 1 onder redactie van Glen W.Baxter, deel 2 onder Bernard S. Solomon).
- De Crespigny, Rafe, To Establish Peace. Being the Chronicle of Later Han for the Years 189 to 220 AD as Recorded in Chapters 59 to 69 of the Zizhi tongjian of Sima Guang, Canberra (Australian National University) 1996, 2 delen, ISBN 073152537X.